# Laetamur magnopere
Laetamur magnopere – list apostolski papieża Jana Pawła II z 15 sierpnia 1997, zatwierdzający i promulgujący typiczne wydanie łacińskie Katechizmu Kościoła Katolickiego.
Dokument, publikowany w wielu językach w narodowych edycjach Katechizmu Kościoła Katolickiego, promulguje poprawiony tekst poprzedniej wersji katechizmu, który został zaaprobowany w konstytucji apostolskiej Fidei depositum z 11 października 1992.

## Treść
W dokumencie papież zwrócił uwagę, iż katechizm przygotowany przez Komisję Międzydykasterialną powołaną w 1993 po kierownictwem kard. Josepha Ratzingera spotkał się z dobrym przyjęciem i do Watykanu napłynęły liczne propozycje udoskonalenia tekstu. Dzięki wprowadzonym poprawkom Kościół katolicki zyskał miarodajny wykład wiary apostolskiej, który może być odniesieniem dla opracowywanych przez wspólnoty lokalne katechizmów. Katechizm Kościoła Katolickiego miał w opinii papieża stać się doskonałym narzędziem przydatnym w katechezie. Zyskiwało to ogromnego znaczenia u progu trzeciego tysiąclecia. Papież poprosił biskupów, by katechizm był jak najszybciej dostępny w innych językach. Dokument został podpisany w Castel Gandolfo.